# Ludlow (Misuri)
Ludlow es un pueblo ubicado en el condado de Livingston en el estado estadounidense de Misuri. En el Censo de 2010 tenía una población de 137 habitantes y una densidad poblacional de 336,92 personas por km².

## Geografía
Ludlow se encuentra ubicado en las coordenadas 39°39′15″N 93°42′9″O / 39.65417, -93.70250. Según la Oficina del Censo de los Estados Unidos, Ludlow tiene una superficie total de 0.41 km², de la cual 0.41 km² corresponden a tierra firme y (0%) 0 km² es agua.

## Demografía
Según el censo de 2010, había 137 personas residiendo en Ludlow. La densidad de población era de 336,92 hab./km². De los 137 habitantes, Ludlow estaba compuesto por el 92.7% blancos, el 2.92% eran afroamericanos, el 0% eran amerindios, el 0% eran asiáticos, el 0% eran isleños del Pacífico, el 0% eran de otras razas y el 4.38% pertenecían a dos o más razas. Del total de la población el 0% eran hispanos o latinos de cualquier raza.